# ピアノ四重奏曲第2番 (フォーレ)

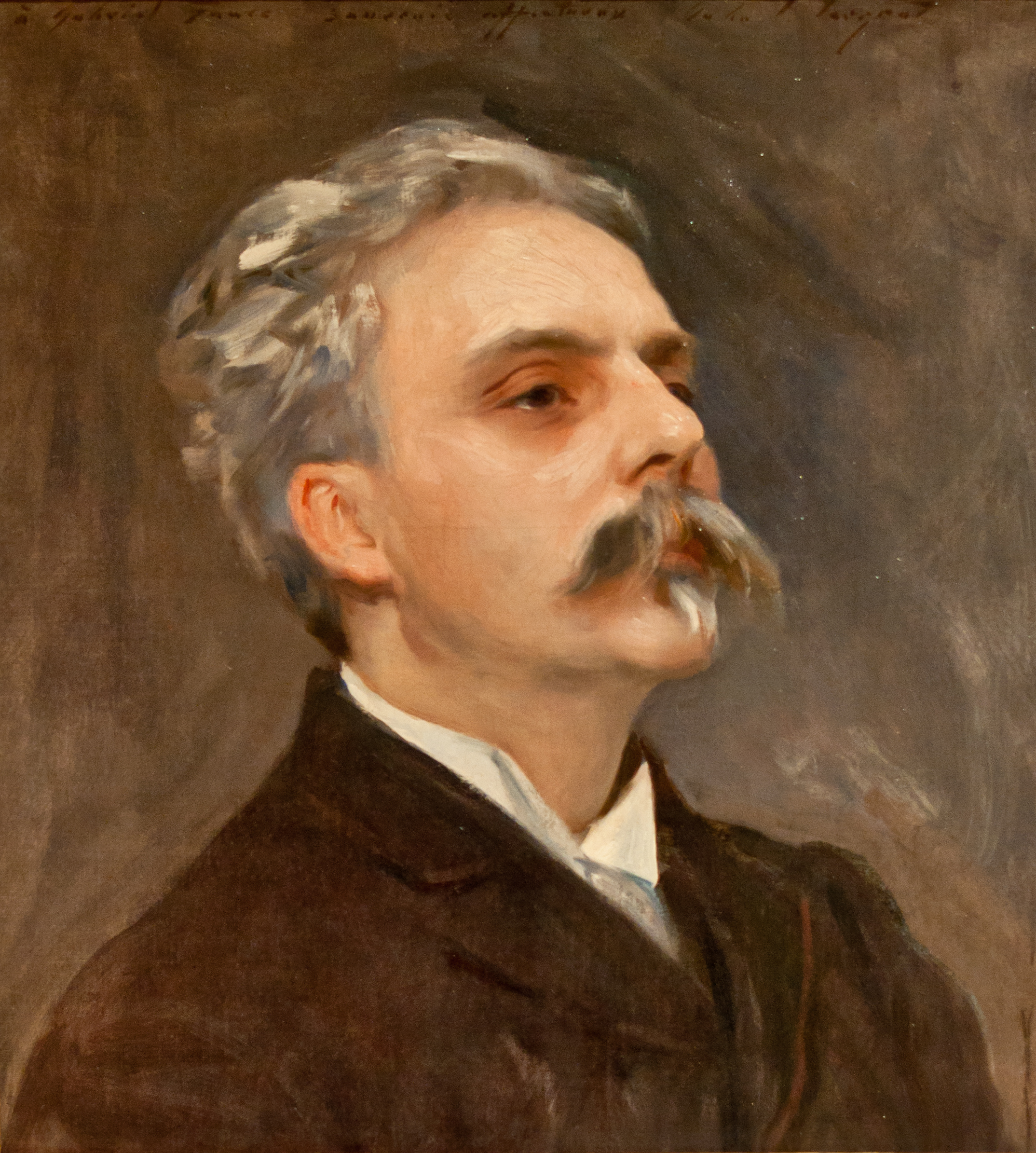
ジョン・シンガー・サージェントによるフォーレの肖像画（1889年ごろ）

ピアノ四重奏曲第2番(仏: Quatuor pour piano et cordes nº 2) ト短調 作品45は、近代フランスの作曲家ガブリエル・フォーレ（1845年 - 1924年）が1886年に完成したピアノ、ヴァイオリン、ヴィオラ、チェロのための室内楽曲。全4楽章からなり、演奏時間は約32分。
フォーレのピアノ四重奏曲は2曲あり、1880年に第1番が、7年後の1887年にこの第2番が初演されている。

## 作曲の経緯
ピアノ四重奏曲第2番の自筆譜には日付が記されておらず、フォーレの書簡中にもこの曲の制作について触れたものがないため、作曲過程について確かなことはわかっていない。
フランスのフォーレ研究家、ジャン＝ミシェル・ネクトゥーによれば、この曲の初演が1887年1月であることから、おおよそ1885年から1886年にかけての作曲と考えられる。
この時期、フォーレは他の作品をほとんど書いておらず、わずかに歌曲『夜想曲』（作品43-2）や舟歌第4番（作品44）などがあるにすぎない。
ただし、ピアノ四重奏曲第1番が出版された1884年には、フォーレはすでに第2番の制作も考えていた可能性がある。
また、1885年7月25日、フォーレが40歳のときに父トゥッサン＝オノレが死去しており、これをこの曲の作曲動機と結びつける見方もある。日本の作曲家矢代秋雄は、父親の死が『レクイエム』（作品48）の作曲動機となったと伝えられることを挙げ、この四重奏曲もおそらく同じだったろうとし、第3楽章冒頭の鐘の音を思わせるピアノの動きとつづくヴィオラの旋律を「弔鐘と悲嘆」と解釈している。
その一方で、フォーレは1883年に彫刻家の娘、マリー・フレミエと結婚しており、1885年には室内楽作品の功績が認められ、フランス学士院からシャルティエ賞を受賞していた。矢代は、フォーレがさらによいものをと思って張り切ってこの曲に取り組んだものと推察している。

## 初演・出版

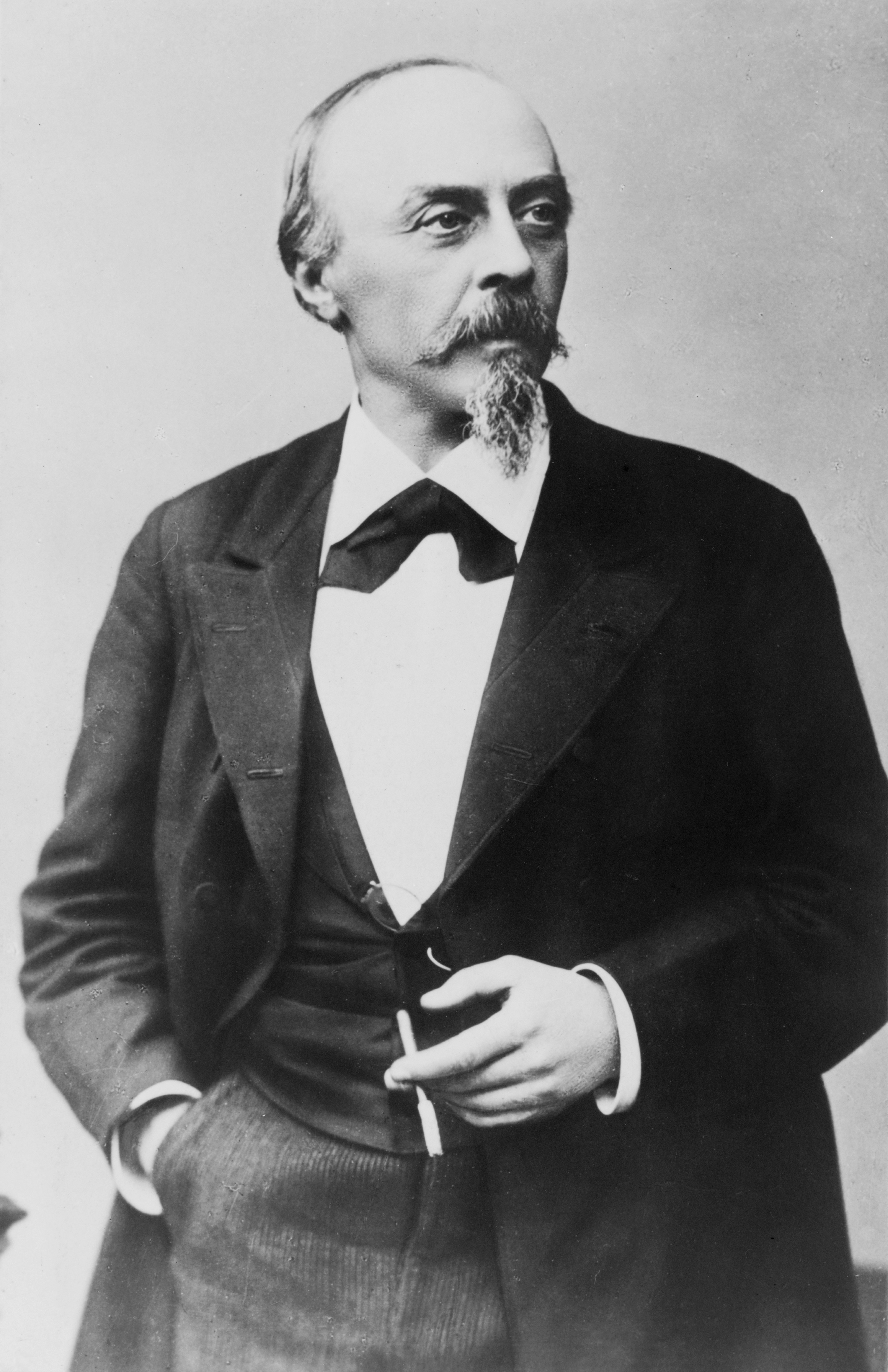
曲を献呈されたハンス・フォン・ビューロー（1889年ごろの写真）

1887年1月23日、国民音楽協会の演奏会において、ギヨーム・レミーのヴァイオリン、ルイ・ファン＝ヴェフェルジュムのヴィオラ、ジュール・デルサールのチェロ、フォーレ自身のピアノによって初演された。
同1887年にアメル社から出版。
アメル社の楽譜には献呈者の記載がないが、フォーレはこの曲をドイツの指揮者、ハンス・フォン・ビューローに献呈している。
ネクトゥーはこれについて、ビューローがフランスの指揮者・ヴァイオリニストのエドゥアール・コロンヌに宛てた手紙がパリの新聞に掲載され、その内容がフォーレに好意的だったことから、その返礼として献呈されたのではないかとする。思いがけない出来事にビューローは驚いたようであり、ハンブルクからフォーレ宛に次のような礼状をしたためている。

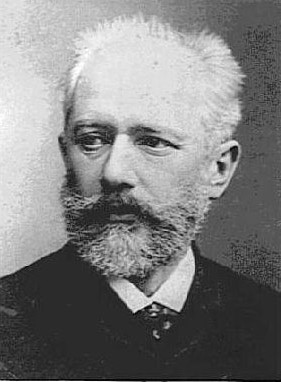
フランス滞在時にフォーレと交流したピョートル・チャイコフスキー（1875年ごろの写真）

また、フォーレはロシアの作曲家ピョートル・チャイコフスキーにもこの曲の楽譜を贈っている。当時、西ヨーロッパに滞在中のチャイコフスキーは1886年にパリでフォーレと会っており、2年後の1888年3月には、コンセール・コロンヌを指揮して自作演奏会を催した。このとき、ピアノ四重奏曲第2番を刊行したばかりのフォーレは、その楽譜の一部を献辞を添えてチャイコフスキーに謹呈した。翌1889年4月6日、チャイコフスキーも立ち会った国民音楽協会の演奏会では、フォーレの組曲版『カリギュラ』が演奏会形式で初演された。演奏会終了後,、フォーレ、ヴァンサン・ダンディと3人でカフェ・ド・パリで夕食をともにしたチャイコフスキーは、日記にその夜の感想を述べている。

## 特徴

### 位置づけ
フォーレの創作期間はしばしば作曲年代によって第一期（1860年 - 1885年）、第二期（1885年 - 1906年）、第三期（1906年 - 1924年）の三期に分けられているが、ピアノ四重奏曲第2番はフォーレの作風の転換期を画す作品であり、この曲以降フォーレの成熟期を示す「第二期」の様式が始まった。
第二期において、フォーレは諸々の影響から脱却し、独自の作風を打ち立ててゆく。初期のそっと触れるような優しさから確固とした激しい調子へと曲調が変化し、たとえ魅惑的な作品であってもある種の距離感、すなわち芸術家の精神による絶対的なコントロールが存在するようになる。しかし、そのことによって楽想の進展が妨げられることはない。
このようなフォーレの成熟した様式は、ポール・ヴェルレーヌとの出会いによってもたらされた1887年の歌曲『月の光』（作品46-2）、翌1888年の同『スプリーン』（作品51-3）、1891年の同『ヴェネツィアの5つの歌曲』（作品58）によって確立されることになるが、ピアノ四重奏曲第2番は、1887年作曲の『レクイエム』（作品48）とともにその先駆的作品に位置づけられる。

### 音楽
イギリスの音楽批評家マーティン・クーパーによれば、フランス外でもっともポピュラーなフォーレの器楽作品はおそらく2曲のピアノ四重奏曲であるとする。
フォーレが作曲した2曲のピアノ四重奏曲には、多くの共通点がある。概観的には、アレグロ・モルト・モデラート、ソナタ形式の第1楽章、急速なスケルツォによる第2楽章、アダージョの第3楽章、アレグロ・モルト、3/4拍子のフィナーレという4楽章構成は第1番と同じである。
また、力強く響きのある器楽書法や楽章間の関連性に加えて、第1楽章や第4楽章での壮大な響きと主題間の対比、スケルツォ楽章での弦のピチカート上でめまぐるしく動くピアノ・パートの旋律線、アダージョ楽章での瞑想的な楽想などのテクスチュアについても第1番ときわめて類似している。
日本の音楽学者平島三郎は、さらに中間の二つの楽章がとくに優れており、フィナーレがやや弱い点でも共通すると述べる。
同時に、第2番特有の性格も備わっており、とりわけピアノと弦楽器との二つの音色の対比の面でそれは著しい。
2曲のピアノ四重奏曲のうち、第2番について矢代は、「7年前に書かれた第1番とよく似ていると指摘されるが、それは単に大まかな構成上の類似に過ぎない。シューマンの影響の強い第1番と比較して、第2番は技法の円熟、いかにもフォーレらしい語法の独創性を見せる。しかも晩年の作品のような近寄りがたさはなく、むしろフォーレには珍しいような高度の緊張と情熱があり、真に傑作と呼ぶにふさわしい。」と称賛している。
フランスの哲学者ウラジミール・ジャンケレヴィッチもまた、「第2番は輝かしい成熟期の作品である。フォーレは40歳を超えたばかりで、才能の絶頂期にあった。素晴らしい楽想、洗練された形式、ほとばしるような発想、各声部の独自性が強まった結果、オクターヴ・ユニゾンの動きが減少して、入念で豊かなポリフォニーが認められる。第1番に比べて格段の進歩を遂げている。」、「ピアノ四重奏曲第2番こそは、真に言葉では表現しきれる作品ではない。何故なら、その美しさはおよそ筆舌に尽くせないものであり、ただ、黙って聴くのみなのだから……。」と述べている。

### フランクとの関連

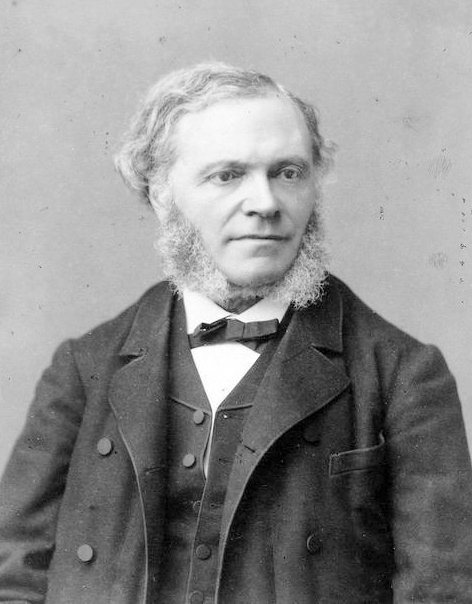
セザール・フランク（1822年 - 1890年）

ネクトゥーは、第1楽章の第1主題の「曲がりくねった旋律線」やいくつかの部分動機からなる構造、噴き上げるような力は、セザール・フランクの作風を思わせると述べている。また、この主題を含めて第1楽章の主題が他の楽章の各動機を生み出していることから、フランクが用いた循環形式が認められるとする。
フォーレのピアノ四重奏曲第1番が初演される少し前、1880年1月17日の国民音楽協会の演奏会でフランクのピアノ五重奏曲が初演され、センセーションを巻き起こしていた。また1887年、フォーレのピアノ四重奏曲第2番の初演から3ヶ月後にフランクのヴァイオリンソナタがパリ初演されており、フォーレが2曲のピアノ四重奏曲を書いた期間は、フランクが晩年の傑作群を発表していた時期と重なっている。この時期、二人は国民音楽協会の会合でも毎週顔を合わせる関係にあった。また、フォーレは青年時代からフランクの和声法とりわけ転調方法に深く魅せられ、1876年に出版された合唱曲『ラシーヌの雅歌』（作品11）はフランクに捧げられていた。
しかしネクトゥーは、フォーレの音楽はあらかじめ決められたコースをたどるのでなく、和声の運びが自然と形式を形作っていくしなやかさに特徴があり、フランクの作風とは大いに異なるとする。したがって、フランクからの影響はその転調方法においては明らかながらも、器楽作品においては、こののちフォーレは循環形式を次第に採用しなくなってゆく。ただし、歌曲の分野では循環形式の精神が反映されるようになった。

### 各楽章について
第1楽章の雰囲気は暗く、あふれるエネルギーを弦の低音部が支えている。
ジャンケレヴィッチは、とくに第1楽章再現部の転調の素晴らしさについて言及しており、「ロ音がロ長調の主音からト長調の上中音となってト長調へと転調する。さらにト長調の主音であるト音が変ホ長調の上中音、ロ長調の主和音で上中音だった嬰二音が異名同音である変ホ音に読み替えられて変ホ長調に移行する。卓越した手法が見られる。」とする。
第2楽章は「風に逆巻く、目もくらむような一種のスケルツォ」であり、幻想的ともいえる熱に浮かされたような曲調は、フォーレの作品中でも異色のものといえる。

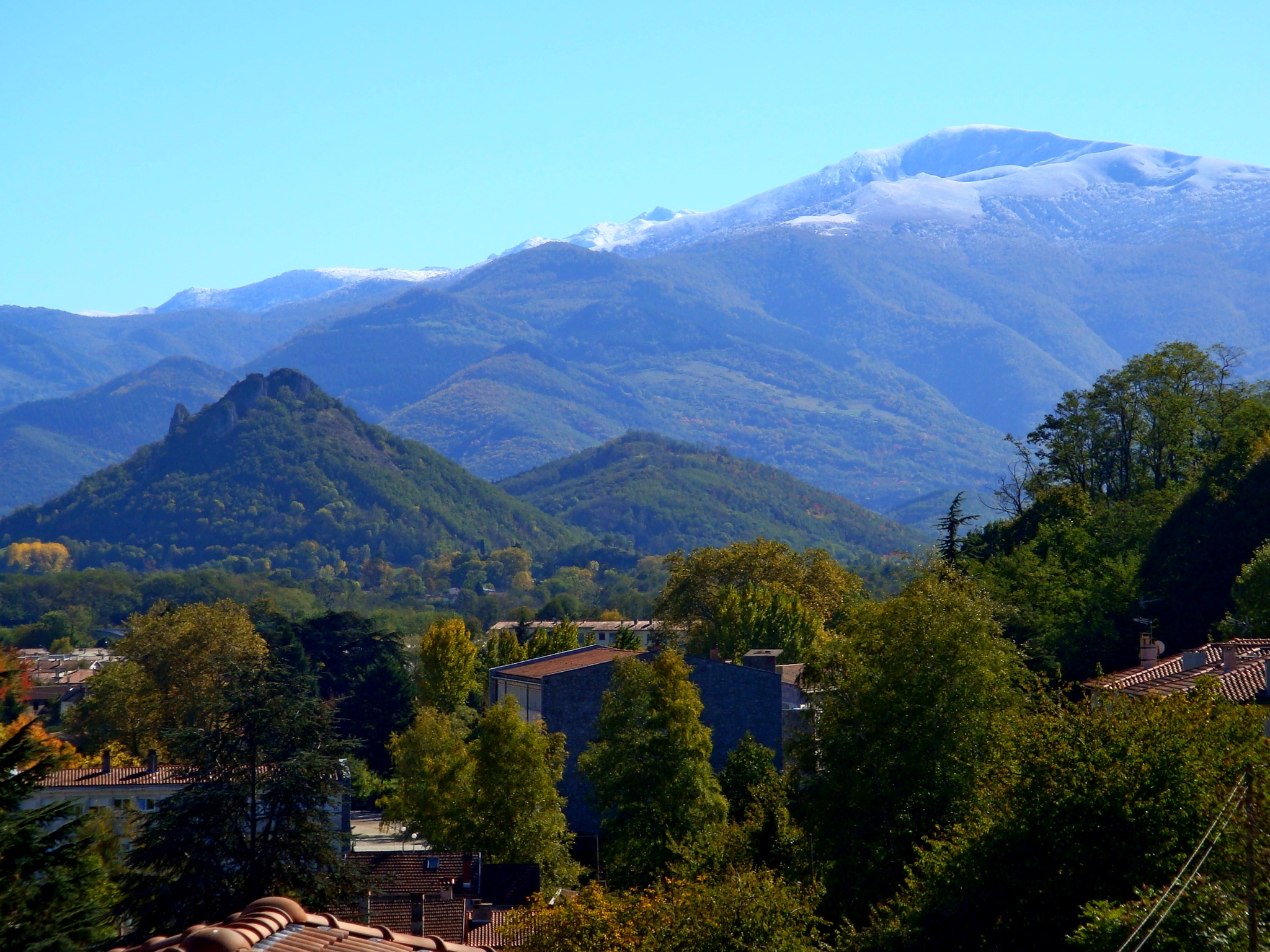
モンゴジのあるフォワの風景

第3楽章について、ネクトゥーは「全楽章を通じてもっとも素晴らしい楽章であり、フォーレ特有のメランコリーと美意識に彩られた心静かな雰囲気が前面に押し出されており、黄昏時の静寂感が伝わってくる。」、「心地よい微風と夢見るような空気、音楽は素晴らしい沈黙の中で響き渡るのだ。」と述べている。
『クラシック音楽史大系7　ロシアとフランスの音楽』でフォーレの項を担当したロナルド・クライトンは、「ト短調四重奏曲の栄光は、アダージョ・ノン・トロッポの緩徐楽章で、（中略）ヴィオラの主題はヴォーン・ウィリアムズの沈思を思わせる。楽章は長いが、魅力は最後まで変わらない」、矢代もまた「やや冗長ながらきわめて美しく、もっとも独創的な部分」と賛辞を寄せている。
フォーレは自作の解説をほとんど残していないが、この第3楽章については例外的に、幼いころアリエージュ県フォワ近郊にあるモンゴジの渓谷で聞いた微かな鐘の音の思い出によるものだと、1906年9月11日付の妻宛の手紙に書いている。
とはいえ、絵画的な描写はフォーレの持ち味ではなく、この部分においても音楽は非具象的で、生まれ故郷のかすかな追憶の跡が認められる程度のものである。
第4楽章は、明快さとエネルギッシュなリズムを特徴とする。その一方で、クライトンやネクトゥーはこの楽章の重厚さや入念なタッチ、冒頭のピアノのオクターヴについて「ブラームス的」とし、矢代は主題の構成要素が並列的な点についてシューベルトやシューマンの影響を指摘している。

## 構成

### 第1楽章
アレクロ・モルト・モデラート、ト短調、4/4拍子、3つの主題を持つソナタ形式。
ピアノのざわめくような32分音符の動きの上に、弦楽がオクターヴ・ユニゾンで力強く第1主題を歌う。この主題について、フローラン・シュミットは「フォーレに永遠の生命を与えるであろう」と述べた。ヴィオラの経過句が第2主題を暗示し、第1主題がいったん戻った後に第2主題が変ホ長調でヴァイオリンに現れる。提示部は第1主題に基づき変ホ長調で結ばれる。
第1主題
経過句
第2主題
展開部では、新しい第3主題がヴィオラとチェロによって登場する。
なお、ネクトゥーは第2主題部全体を経過句と見て、この第3主題を第2主題としている。
第3主題
ホ長調で第1主題が現れ、第3主題とともに扱われるなかで、四声による美しい対位法的走句が聞かれる。
再現部はほぼ型どおりだが、第2主題はト長調でチェロに現れる。
コーダは第二の展開部のような性格を持ち、主として第1主題と第3主題に基づく。第1主題が敷衍されて美しい歌となり、静かなト長調で終わる。

### 第2楽章
アレクロ・モルト、ハ短調、6/8拍子。
緊張感と不安感を湛えた一種のスケルツォだが、形式的には不規則で、中間部に休息が持たれない。
弾けるような弦のピチカートとピアノの左手の動きに乗ってピアノの右手に第1主題が現れる。第2主題は変ト長調で弦に幅広く歌われるが、これは第1楽章の第2主題の変形で、ピアノのppで走り回る第1主題と掛け合う。
第1主題
第2主題
中間部はホ長調、弦三部が伸びやかに歌う主題は第1楽章の第1主題に基づく。これにピアノが主部の第1主題を絡ませてゆく。このスケルツォでは、第1楽章の二つの主題が性格を逆にされている。
中間部主題
主部の再現では、各楽器の役割が入れ替えられ、第1主題に基づくヴァイオリンとヴィオラの自由なカノンとなる。

### 第3楽章
アダージョ・ノン・トロッポ、変ホ長調、9/8拍子→12/8拍子。
主題間に際立った対照がなく、歌謡的性格が濃い。このため、形式については諸説あり、ネクトゥーは
単一主題に基づくリート形式としてAA'・AA''・Aという構成、平島はソナタ形式、矢代はABACABAのロンド形式と見なしている。
ピアノの低音が揺れ動き、密かに鳴り響く鐘の音を思わせる動機によって始まる。この響きは楽章を通じて重要な役割を果たす。
つづいてヴィオラが無伴奏で長いカンティレーナを歌う。
ピアノによる導入
第1主題
矢代によれば、『ペレアスとメリザンド』の有名な「シシリエンヌ」を思わせるこの主題は、ト音を主音とするフリギア調で書かれており、一見ト短調だが、変ホ長調との間を行きつ戻りつする。このト短調と変ホ長調の関係は、第1楽章の二つの主題の調性と同じであり、フォーレ好みである。
ここから変ホ長調となり、ピアノに子守歌風の第2主題が出る。
第2主題
コーダの直前では、ピアノのアルペジオと弱音器を付けた弦楽器の響きに乗ってヴァイオリンが静かにカンティレーナを歌い、崇高な雰囲気に包まれる。
この部分について、ジャンケレヴィッチは次のように述べている。
なお、1895年に作曲されたピアノ曲『主題と変奏』（作品73）の第8変奏において、フォーレはこのアダージョ楽章を回想している。

### 第4楽章
アレグロ・モルト、ト短調、3/4拍子、ソナタ形式。
第1楽章の力強さに対応した楽章で、2小節のピアノの前奏から弦楽がユニゾンで第1主題を示す。
第1主題
この主題は激しい3連符の上行が特徴的な前半と付点リズムを持った後半の二つの部分からなる。主題後半をピアノが受け継ぎ、ピアノの重い和音によるハ長調の経過主題に至る。

経過主題
ヴィオラとチェロによる息の長い旋律から第2主題が始まるが、後半はヴァイオリンの7度跳躍が特徴的な変ロ長調の対主題につづき、これらで第2主題群を構成する。
第2主題A
第2主題B
展開部は変ロ長調で第1主題に基づいており、冒頭動機とその転回形で始まり、後半の付点リズム動機も扱われる。再現部はほぼ型どおりだが、経過主題とト長調で再現する第2主題との間に、経過主題に基づく推移部分が新たに加えられている。
コーダは展開部と同様に始まり、高潮したところで経過主題を歌い上げ、第1主題の冒頭動機によってト長調で全曲を明るく結ぶ。